# Округ Нортхемптон (Вирџинија)
Округ Нортхемптон (енгл. Northampton County) је округ у америчкој савезној држави Вирџинија.

## Демографија
По попису из 2010. године број становника је 12.389, што је 704 (-5,4%) становника мање него 2000. године.
| Група             | 2000.         | 2010.         |
| Белци             | 6.878 (52,5%) | 6.755 (54,5%) |
| Афроамериканци    | 5.634 (43,0%) | 4.528 (36,5%) |
| Азијати           | 26 (0,2%)     | 83 (0,7%)     |
| Хиспаноамериканци | 454 (3,5%)    | 874 (7,1%)    |
| Укупно            | 13.093        | 12.389        |